# Banalité du mal

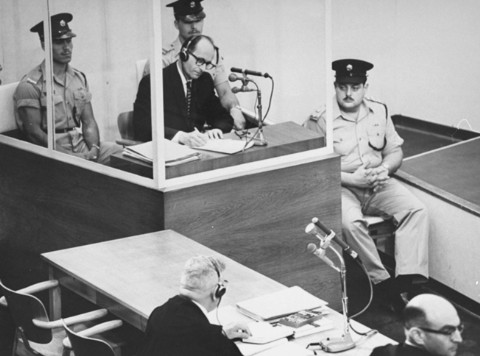
Adolf Eichmann, prenant des notes au cours de son procès à Jérusalem, en 1961.

La « banalité du mal » (en anglais : banality of evil, en allemand : Banalität des Bösen) est un concept philosophique développé par Hannah Arendt en 1963, dans son ouvrage Eichmann à Jérusalem : Rapport sur la banalité du mal. Lors de son procès, Adolf Eichmann, qu’on pense être une bête furieuse et qui devrait laisser une forte impression, montre plutôt l’image d’un petit fonctionnaire médiocre, ce qui fait dire à Arendt que le mal ne réside pas dans l’extraordinaire mais dans les petites choses, une quotidienneté à commettre les crimes les plus graves.
Cette notion a donné lieu à d'importantes polémiques, certaines personnes considérant qu'elle revient à déresponsabiliser les dirigeants nazis de leurs crimes, bien qu'Hannah Arendt se soit toujours opposée à cette interprétation.

## Le concept
Hannah Arendt, philosophe juive d'origine allemande réfugiée aux États-Unis et auteure d'un livre sur Les Origines du totalitarisme, propose au magazine The New Yorker d'agir comme envoyée spéciale pour couvrir le procès d'Adolf Eichmann, criminel de guerre nazi, auquel elle assiste à Jérusalem en 1961 et 1962. L'accusé n'est pas comme elle s'y attendait ; c'est un homme « insignifiant ». Le procès fait une large place aux « isme », nazisme et antisémitisme, mais elle veut comprendre le rapport entre l'homme et ses propres actes. Ainsi, dans une série d'articles, elle soutient qu'Adolf Eichmann a abandonné son « pouvoir de penser » pour n'obéir qu'aux ordres, il a renié cette « qualité humaine caractéristique » qui consiste à distinguer le bien du mal, et, en n'ayant « aucun motif, aucune conviction (personnelle) », aucune « intention (morale) » il est, dit Arendt, devenu incapable de former des jugements moraux. D'un point de vue philosophique, ce qui est en cause dans les actes affreux qu'il a commis n'est donc pas tant sa méchanceté que sa « médiocrité » - d'où l'expression « banalité du mal ».
Toutefois, pour Arendt, la banalité du mal n'est pas de l'ordre de la théorie ou du concept, mais du fait. Elle la propose comme une constatation. Il ne s'agit pas d'un phénomène ordinaire ; pour autant, il s'observe dans le comportement de gens ordinaires. La banalité du mal est, tel que le décrit par Arendt, d'abord une leçon du procès, leçon pour laquelle elle n'a que des explications partielles.
Karl Jaspers, son ancien professeur à Heidelberg, lui aurait peut-être suggéré cette idée. Dans une lettre du 19 octobre 1946, Jaspers lui écrit : « Pour ce qui concerne les deux autres remarques critiques à l’égard de la Schuldfrage, je ne suis pas tout à fait d'accord avec vous : ce que les nazis ont fait, ne se laisserait pas, selon vous, comprendre comme un crime ; votre conception m’inquiète un peu du fait que la faute qui dépasse toute faute criminelle acquiert inévitablement une certaine « grandeur », une grandeur satanique, qui, pour ce qui est des nazis, est aussi loin de moi que les discours sur le « démonisme » de Hitler et autres choses de cette sorte. À mon avis, c’est parce qu’il en a vraiment été ainsi, qu’il faut voir les choses dans toute leur banalité, dans leur prosaïque nullité. Les bactéries peuvent provoquer des épidémies… et ne resteront pourtant que des bactéries ». Dans une lettre datée du 17 décembre 1946, Arendt lui répond : « Je perçois très bien que, comme j’ai formulé les choses jusqu’à présent, je me rapproche dangereusement d’une « grandeur satanique » que je rejette totalement comme vous. N’y a-t-il pas cependant une différence entre un homme qui va assassiner sa vieille tante et les gens qui (…) ont construit des usines pour fabriquer des morts ? Une chose est sûre : toutes les tentatives visant à mythifier l’horreur doivent être combattues et tant que je ne me sortirai pas de telle formulations, je n’aurai pas compris ce qui s’est réellement passé. » Cet extrait tend même à accréditer l’idée qu’Arendt avait au départ un point de vue sur ces crimes bien éloigné de la théorie de la « banalité du mal » et que c’est Jaspers qui lui aurait fait changer d’avis ».
Selon Arendt, Eichmann a complètement abandonné sa capacité à penser ses actes à partir de la conférence de Wannsee, en 1942,. Elle rejette complètement l'accusation de ses détracteurs qui l'accusent de défendre Eichmann. Dans le drame biographique de Margarethe von Trotta sorti en 2013, Hannah Arendt, qui relate la controverse et l'incompréhension suscitées par les articles de la philosophe sur le procès d'Eichmann, il est rapporté qu'elle aurait prononcé lors d'un cours à ce sujet : « J'ai essayé d'écouter et de comprendre ; ce n'est pas la même chose que pardonner »[réf. à confirmer]. Elle confirme que le crime d'Eichmann est « impardonnable ».
En phase avec les remarques de Victor Klemperer sur le développement des stéréotypes en milieu nazi, Hannah Arendt montre que l'usage des clichés de langage diminue la conscience des actes. Ces expressions toutes faites, utilisées mécaniquement, empêchent l'imagination ; elles entraînent une incapacité à être affecté par ce que l'on fait et, la personne se drapant dans un aspect banal, entretiennent l'absence de pensée.
Aujourd'hui l'imprégnation idéologique des exécuteurs est considérée comme plus importante que ce qu'en pensait Hannah Arendt dans les années 1960. Les SS étaient persuadés que « le Juif » était l'ennemi de l'Allemagne et que si on ne le détruisait pas, c'est l'Allemagne qui serait anéantie. La thèse d'Arendt avait déjà été combattue par des chercheurs comme Max Weinreich dès le procès de Nuremberg.
Cependant, Hannah Arendt comprend l'absence de pensée comme étant, non pas une fatalité imposée de l'extérieur par quelque force insurmontable, mais le résultat d'un choix personnel, de l'ordre de la démission. Penser est une faculté humaine, son exercice relève de la responsabilité de chacun. Eichmann, selon elle, a forcément choisi d’arrêter de penser, voilà pourquoi il reste coupable, l'obéissance mécanique n'étant, dans cette situation, pas une excuse. La banalité : ce terme indique aussi que le mal est partout dans la société. Toute une société se met, de façon commune, à accepter une étiquette morale sans entretenir de réflexion à son sujet. La société adhère à un système normatif et cesse de comprendre son contenu. Puis, sous diverses pressions, ce contenu évolue, pouvant même devenir l'inverse de ce qu'il était : « Tu tueras ton prochain » pour le IIIe Reich, ou « Tu porteras de faux témoignages contre ton prochain » pour l'URSS sous Staline. Cette évolution peut se produire très brutalement : « en une nuit », dit Hannah Arendt, « et il ne reste plus que l'habitude de tenir fermement à quelque chose ». Hannah Arendt a montré pourquoi la pensée humaine était un rempart contre le totalitarisme. Et la comparution devant un tribunal permet de mettre un terme à cette absence de pensée, à cette banalité du mal, car l'accusé n'y apparaît plus et ne s'y pense plus comme un rouage d'un État tout-puissant, mais comme un individu pensant qui doit répondre de ses propres actes. L’obéissance à des ordres n'est jamais mécanique, car en politique l’obéissance a le même sens que le mot soutien. Voilà pourquoi chacun est personnellement redevable, possiblement coupable, de ses actes. Il peut y avoir une responsabilité collective, mais la culpabilité s'examine à l'échelle de chaque individu.

## Voir la guerre avec les yeux des soldats
La préfacière de Eichmann à Jérusalem Michelle-Irène Brudny de Launay clôturait sa préface par une question : « Une banalité du mal aporétique ». Elle citait également la réponse de Hannah Arendt elle-même, qui expliquait à Mary McCarthy : « Ma "notion de base" concernant la banalité d'Eichmann est beaucoup moins une notion qu'une description fidèle d'un phénomène ». Au demeurant, « il n'y a pas d'idées dans ce reportage, seulement des faits et des conclusions… »
Depuis Eichmann à Jérusalem, les historiens ont à leur disposition de nouvelles sources. Ainsi, pendant toute la Seconde Guerre mondiale, les Britanniques ont procédé à des écoutes systématiques de milliers de prisonniers allemands logés dans des baraquements, gravé sur des disques de cire les passages qui leur paraissaient présenter un intérêt spécifique et en ont ensuite réalisé des transcriptions. Les procès-verbaux n'en ont été rendus publics qu'en 1996. Les chercheurs n'ont pas mesuré immédiatement la nature inédite de ces sources. Ce n'est qu'en 2003 que Sönke Neitzel a publié les premiers extraits. Harald Welzer (directeur du Centre de recherche interdisciplinaire sur la mémoire à Essen) s'est joint à ces recherches tant la quantité de travail était grande. La transcription représente 48 000 pages, pour ce qui est des Britanniques, mais les États-Unis ont procédé de même avec des prisonniers allemands, et à la National Archives and Records Administration de Washington se trouvent 100 000 pages supplémentaires. Les conversations enregistrées étaient celles de sous-mariniers, des combattants de l'armée de l'air, mais aussi de l'armée de terre allemande (accessoirement italienne). Il s'agissait d'hommes de tous grades : officiers, sous-officiers, soldats. Les sujets abordés par les prisonniers étaient nombreux : stratégie, organisation de la chaîne de commandement, moral des troupes, réactions individuelles à des situations extrêmes lors du coulage de navires de commerce, abattage d'avions en vol, viols, massacres de civils, d'enfants. La masse des transcriptions permet de percevoir l'écart entre ce que ces soldats considèrent comme des actions banales dans leur contexte à eux et ce que le lecteur ordinaire considère comme le paroxysme du mal et de l'inhumanité.
Avant la découverte de ces archives, les historiens devaient utiliser des sources problématiques pour leurs recherches sur la perception de la violence et la propension à tuer : dossiers d'enquêtes (le dossier d'Eichmann à Jérusalem en est un vaste), lettres de la poste aux armées, récits de témoins oculaires. Toutes ces sources sont entachées d'un problème identique et gigantesque : les propos, récits livrés, sont rédigés en toute conscience et ont un destinataire, un procureur, une épouse restée au foyer, un public auquel on veut communiquer un vécu, alors que les récits des soldats enregistrés sont spontanés, sans intention particulière. Ils disent ce qu'ils pensent en passant parfois du coq à l'âne. Ils ne se savent pas enregistrés, et cela pendant de longues périodes de semi-isolement carcéral. Ils étaient enregistrés à une époque où les moyens techniques restaient limités et ils n'imaginaient pas une telle procédure d'écoute. Par ailleurs, ils s'exprimaient à une époque où personne ne connaissait les évènements de la fin de la guerre. La spontanéité ne garantit pas pour autant la certitude de témoignages véridiques : la forfanterie, la fanfaronnade, la gêne, la honte, une personnalité plus secrète peuvent être autant d'obstacles à la sincérité. Toutefois, des éléments qui peuvent être utiles pour se vanter ne sont pas les mêmes que ceux qui seraient utilisés aujourd'hui par d'autres sujets d'expériences.
Aussi violent que soit le sujet des discussions entre eux, les soldats se comprennent et partagent le même univers de camaraderie militaire. Ils racontent leur vécu dans un cadre culturel et historique spécifique. Les discussions se passent sans violence physique, entre camarades de combat qui ont connu les mêmes évènements. Le comportement des personnes qui exercent des violences extrêmes, comme ce fut le cas pendant la guerre, apparaît comme anormal ou pathologique, même s'il est compréhensible si l'on reconstitue le monde de leurs points de vue. Que l'on pense, par exemple, à la description d'un soldat qui veut faire impression sur son public en racontant le torpillage d'un convoi maritime transportant des enfants et plusieurs milliers de passagers qui vont se noyer dans les minutes qui suivent. Les deux auteurs S. Neitzel et H. Welzer tentent de porter, à l'aide de l'analyse du cadre de référence, un « regard amoral » sur la violence exercée au cours de la Seconde Guerre mondiale, afin de comprendre dans quelles conditions des hommes parfaitement normaux parviennent d'un point de vue psychique à commettre dans des circonstances déterminées des choses qu'ils ne feraient jamais dans d'autres conditions, et faire basculer des crimes de guerre dans ceux contre l'humanité. Le point de repère de base est, comme les auteurs le signalent d'emblée, le théorème de William Isaac Thomas : lorsque les gens interprètent des situations comme réelles, celles-ci sont réelles dans leurs conséquences. Aussi erronée que soit une évaluation de la réalité, les conclusions que l'on en tire n'en créent pas moins de nouvelles réalités (Orson Welles, avec les conséquences de sa pièce radiophonique de « La Guerre des mondes » aux États-Unis, a donné une illustration de ce théorème). Dans les sociétés modernes, dont le fonctionnement est très compartimenté, les individus doivent mener un travail d'interprétation permanent : la question clé est dans ce contexte : « Que se passe-t-il ici ? ». Si, en l'absence de perturbation, le déroulement de l'action qui suit la question est souvent automatisé, il existe en revanche un grand nombre de cas et de facteurs où le cadre de référence bascule et modifie les priorités et les orientations. Par exemple, le cas de la guerre, de l'ignorance, des exigences de rôles à jouer, des obligations militaires.
Avant Harald Welzer et Sönke Neitzel, d'autres auteurs ont cherché des explications au comportement et à la mentalité d'auteurs de crimes, de grades inférieurs à celui d'Eichmann. Les documents allemands disponibles utilisent le langage bureaucratique propre, qui permet la dissimulation des sentiments individuels derrière une phraséologie standardisée. Ils sont donc les témoignages les moins fiables pour expliquer la banalisation d'assassinats de masse.
Christopher Browning, dans son livre Hommes ordinaires du 101e bataillon, est le premier à avoir décrit comment, au niveau individuel ou collectif, l'adaptation aux tueries de masse était possible. Il insiste sur l'importance de facteurs de situation et surtout sur la peur de l'isolement en cas de manquement à la conformité sous la pression du groupe.

## Zygmunt Bauman
Zygmunt Bauman analyse, en partie, le même phénomène que Hannah Arendt. Par ailleurs, l'écrivain polonais Tadeusz Borowski avait devancé par son œuvre, et à sa façon, les idées de Bauman en les illustrant par ses récits vécus à Auschwitz. Le système nazi est, selon Baumann, la réalisation la plus aboutie de l'idée de l'État moderne. Il peut être décrit comme une « normalité » qui va dans le sens d'un modèle parfait de civilisation et non comme une pathologie étrangère à l'humanité. Le caractère spécifique de la Shoah vient du fait que les idées démentes de l'élite nazie ont coïncidé avec le développement de la bureaucratie et l'utilisation du progrès technique dans sa plus froide rationalité. La différence entre les différents génocides connus dans l'histoire vient du progrès technique. D'une entreprise artisanale, on fait une entreprise industrielle. Du meurtre individuel hasardeux, mal organisé, on fait un meurtre anonyme, massif. Pour que le camp puisse fonctionner de manière optimale, le travailleur du camp ne doit se concentrer que sur la réalisation de sa tâche. L'utilité, l'efficacité remplace la morale.
Selon Bauman, la civilisation moderne n'a pas été la condition suffisante de la Shoah, mais la condition nécessaire. Le monde rationnel de la civilisation moderne l'a rendue imaginable. L'objectif fixé : se débarrasser des Juifs. L'extermination physique est le moyen le plus efficace pour y parvenir. La suite n'est qu'une question de coopération et de planification entre les différents services de l'État pour réunir la technologie, le budget, les ressources nécessaires.
Il existe dans l'histoire de l'humanité des pogroms et des massacres perpétrés sans l'aide d'une bureaucratie moderne comme celle de l'Allemagne nazie. Mais pour la Shoah cette bureaucratie était indispensable. Et cette bureaucratie était le produit de procédures bureaucratiques ordinaires : calcul des moyens, équilibre du budget. Elle était organisée par des gens dits « normaux » comme Eichmann qui devaient résoudre des « problèmes ».

## La banalité du mal dans l'univers concentrationnaire soviétique
Le Goulag a duré beaucoup plus longtemps que les camps nazis et a fait de nombreuses victimes.
Toutefois ici, pas de massacre méthodique, pas de chambre à gaz. Les déportés étaient condamnés au travail dans des conditions si atroces que dix pour cent des prisonniers mouraient d'épuisement quand ils n'étaient pas victimes d'exécutions sommaires ou de tortures.
On retrouve dans l'organisation de l'univers concentrationnaire soviétique des années 1930 et 1940, sous Staline, les éléments qui rendent banals les gestes des bourreaux en les conformant à la légalité et à la défense des valeurs soviétiques, en utilisant un vocabulaire consacré et spécifique pour qualifier leurs actions, en organisant et en réglant les moindres détails de telle manière que le bourreau se sente à l'aise dans son rôle.
Bien que le gouvernement soviétique ait longtemps nié l'existence des camps sur son territoire, il justifiait le système concentrationnaire par ses fonctions économiques (exploitation des richesses aurifères et autres en Sibérie) ou idéologiques (rééducation par le travail). De ce sombre univers décrit par Varlam Chalamov, Soljenitsyne, Gueorgui Demidov notamment, se dégage l'image d'un bourreau. Est-ce un pervers ? Un novice qu'il faut former ? Ou un simple soldat qui reproduit les gestes de ses chefs ? Tous leurs débordements n'ont été possibles qu'avec l'approbation des instances de décision les plus haut placées. La justification est le danger que représentent les détenus pour le régime. Beaucoup d'hommes se sont laissé prendre au piège du pouvoir. Ils se sont condamnés eux-mêmes et ont été broyés par la machine qu'ils mettaient en place. Leurs motivations sont variées : certains essayent d'oublier un passé douloureux, d'autres convoitent un salaire trois fois plus élevé que la norme. Ils n'envisagent pas une carrière de bourreau mais obéissent simplement aux ordres par peur ou par conviction. Certains s'adaptent, d'autres se font muter. Pour Varlam Chalamov, le point commun est le plaisir de maltraiter, humilier et faire souffrir. Ainsi en va-t-il de l'ingénieur Kisseliev. Le camp lui permet de laisser libre cours à ses instincts sadiques. Il sait pertinemment que personne ne trouvera à redire à ses agissements. À la Kolyma, il y a une morale spéciale. Les hommes sont habitués aux libertés que donne la vie de soldat d'escorte, à ses particularités où le soldat est entièrement maître du sort des détenus. La pratique des « aveux » obtenus sous la torture est largement utilisée par les bourreaux. Les hommes du NKVD se sentent investis d'une mission qui a pour but d'éradiquer les ennemis du régime stalinien. Si la torture ne marche pas, les bourreaux ne se découragent pas et menacent les proches : la femme le plus souvent. Les grands discours des autorités sont souvent conduits dans l'improvisation la plus totale mais, de l'extérieur, tout est réglé comme « papier à musique » : le détenu a des droits, la législation qui le protège existe. Le plus terrible est ce semblant de légalité qui couvre les activités des autorités et des bourreaux. Le personnel des camps ne fait qu'effectuer la tâche qui lui est attribuée. Il combat les éléments socialement dangereux, selon le vocabulaire consacré. Le nombre des détenus politiques est gonflé artificiellement pour justifier des mesures répressives draconiennes. Ces détenus, dont Varlam Chalamov, sont assimilés à des fascistes, à une intelligentsia qui ne mérite que le mépris pour avoir « ruiné le pays ». Tout comme dans la société soviétique, les autorités exercent une pression sur les subalternes qui l'évacuent sur les détenus par la violence. Soljenitsyne voit dans l'univers concentrationnaire un microcosme de la société soviétique. Celle-ci est victime mais aussi partie prenante de ce qui s'est passé. C'est un modèle d'organisation où on inculque les valeurs du socialisme dont le travail fait partie. Pour le Français Jacques Rossi, qui a passé plus de vingt ans dans le Goulag, les camps sont un laboratoire dans lequel le pouvoir teste les mesures qu'il voudrait prendre pour tout le territoire soviétique, c'est-à-dire rendre ces mesures non plus extra-ordinaires mais ordinaires et par là même, banales. Varlam Chalamov, qui a passé dix-sept ans dans le Goulag à la Kolyma, parvient à rendre compte de la minutieuse organisation du camp, de sa banalité empirique, par l'absence de pathos, par la grande pudeur de l'écrivain qui énonce sans dénoncer : « Le camp - sa structure - est une grandeur empirique. La perfection que j'ai trouvée en arrivant à Kolyma n'était pas le produit d'un quelconque esprit du mal. Tout s'était mis en place petit à petit. On avait accumulé de l' expérience. ».
Svetlana Aleksievitch, prix Nobel de littérature en 2015, a rassemblé des centaines de témoignages, sous forme d'interviews de personnes ayant vécu dans le Goulag ou sous la répression stalinienne en URSS. La perfection du système d'oppression, de torture, de mise à mort mis en place par les agents du pouvoir est soulignée par les victimes ou encore le renversement complet des valeurs quand le bourreau se présente comme victime du pouvoir dont il est le serviteur.
« Eux aussi [les bourreaux] ils ont fait des choses horribles, et seuls quelques-uns sont devenus fous. Tous les autres avaient une vie normale, ils embrassaient des femmes,… ils achetaient des jouets à leurs enfants… Et chacun d'eux se disait : ce n'est pas moi qui ai suspendu des hommes au plafond, qui ai fait gicler leur cervelle, ce n'est pas moi qui ai planté des crayons bien taillés dans des mamelons de femmes. Ce n'est pas moi c'est le système. Même Staline l'a dit :  Ce n'est pas moi qui décide, c'est le Parti… Ah c'était d'une logique géniale ! Des victimes, des bourreaux, et à la fin, les bourreaux deviennent aussi des victimes. On ne dirait pas que cela a été inventé par des hommes… Une perfection pareille, cela n'existe que dans la nature… Ils sont tous des victimes en bout de compte »
Julius Margolin, philosophe et écrivain, est né dans une famille juive de Pinsk. Après s'être installé en Palestine en 1936, il revient en Europe visiter sa famille en 1939, quand la Pologne occidentale est envahie par les Allemands. Il se réfugie alors dans sa ville natale occupée par les Russes, qui ont envahi la partie orientale de la Pologne. Les Russes l'obligent à faire un choix : accepter la nationalité soviétique ou retourner dans la partie devenue allemande de la Pologne. Pour lui, les deux perspectives sont inconcevables parce qu'il veut pouvoir retourner en Palestine. Il est alors arrêté par les Soviétiques pour infraction à la loi sur les passeports, ce qui l'envoie dans un camp de travail pénitentiaire (goulag), dont il ne sera libéré qu'en 1945.
Dans Voyage au pays des Ze-Ka, en raisonnant sur les différences entre les camps allemands et soviétiques, Margolin propose cette comparaison : « Dans les camps allemands on tuait une fille sous les yeux de sa mère, et la mère s'éloignait en souriant d'un sourire hébété, un sourire de folle ».
Dans les camps soviétiques, on ne connaît pas ces horreurs. Ces camps sont peuplés d'hommes qui semblent extérieurement normaux, mais qui sont, à l'intérieur d'eux-mêmes, des « plaies ouvertes ». S'ils pleuraient, protestaient, ils seraient encore normaux. Mais ils ne trouvent plus rien dans le camp, dans le monde sur quoi ils pourraient comprendre ce qui se passe dans leur âme, dans le camp, dans le monde. Si vous leur parlez de Staline, d'humanité, de socialisme, de démocratie, ils sourient comme cette mère devant laquelle on a fusillé sa fille. Margolin appelle l'état psychologique qui en résulte la « névrose des camps ». Elle a pour cause l'absurdité des souffrances humaines « à laquelle, par comparaison, le génocide perpétré par les Allemands est le sommet de la logique ».

## Erreurs d'interprétation répandues
La banalité du mal n'est pas la « banalisation » du mal. Il s'agit de replacer les idées d'Arendt dans le cadre de l'État totalitaire, où le mal fait l'objet d'une propagande, d'une idéologie bien mise au point, d'une législation de l'ensemble d'un système étatique qui s'imposent à des individus devenus serviles. Les termes banal ou banalité font référence à un aspect commun, sans originalité, à un état peu original. Tandis que banalisation fait référence à une action qui rend quelque chose d'inhabituel, habituel ; quelque chose de curieux, insignifiant ; quelque chose qui n'est pas entré dans les mœurs, de pratique courante, sans réprobation sociale (exemple : banalisation de l'antisémitisme, de l'usage de la drogue). Eichmann vit et agit comme un être banal et ne se perçoit pas ni n'est perçu comme un monstre par lui-même ou par ceux qui l'entouraient durant le régime nazi. En revanche, la question de savoir comment le régime nazi a pu « banaliser », rendre acceptable, faire entrer dans la morale commune des actes monstrueux : cette question doit être posée. Mais ce n'est pas la même chose que le constat posé par H. Arendt qui, comme elle le signale elle-même, écoute, analyse et constate à la suite de sa présence au procès. Les deux phrases qui suivent donnent un sentiment de « banalisation » ressenti par des témoins ou des acteurs. D'un état de pensée, ils passent à un autre état (en n'expliquant pas vraiment pourquoi de manière détaillée). Le concept de banalité du mal ne disculpe pas les auteurs de crimes. Il ne s'agit pas, pour Hannah Arendt, de minimiser par ce concept les crimes commis.

« L'effroi, vous savez, l'effroi que nous avons ressenti au début, en voyant qu'un autre homme pouvait se comporter de la sorte envers un autre, s'est apaisé ensuite, d'une certaine manière. Eh oui, c'est comme ça, n'est-ce pas? Et j'ai ensuite constaté, sur ma propre personne, que nous étions devenus assez cool, comme on dit si joliment aujourd'hui. »

— une ancienne riveraine du camp de concentration de Gusen qui voyait passer les convois de condamnés, in Soldats. Combattre, tuer, mourir : procès-verbaux de récits de soldats allemands

« Larguer des bombes, pour moi, c'est devenu un besoin. Ça vous picote drôlement, c'est une sacrée sensation. C'est aussi bien que descendre quelqu'un. »

— un lieutenant de la Luftwaffe, le 17 juillet 1940, ibid.

## Développements ultérieurs
- Stanley Milgram s'est appuyé sur le concept de banalité du mal pour expliquer les résultats de son expérience de psychologie expérimentale de soumission à l'autorité (expérience de Milgram). Harald Welzer revient sur cette expérience dans un chapitre intitulé « Initiation au massacre » et insère cette expérience dans son étude de l'importance du cadre référentiel militaire lors de massacres et du choix d'exécutions de type militaire [33].
- Prolongement de l'expérience de Milgram, l'expérience de Stanford confirme que des hommes, placés dans un milieu carcéral, peuvent devenir rapidement de redoutables tortionnaires, uniquement pour respecter un protocole[34].
- Cependant, de nouveaux examens historiques apportent des doutes aux thèses d'Hannah Arendt. Eichmann n'est pas qu'un simple exécutant, mais il est aussi un antisémite pouvant agir avec zèle. Dans d'autres contextes que le procès d'Eichmann, Laurence Rees a montré qu'à Auschwitz les ordres et instructions étaient souvent assez vagues, et qu'ils ne pouvaient être mis en œuvre par de simple exécutants. Il faut un réel engagement des subalternes, qui donne force aux régimes totalitaires. Il faut que ces subalternes soient réellement motivés, qu'ils croient en leur action. L'obéissance ne suffit pas. Il faut en plus l'idéologie, un discours moraliste adapté. Aussi la peur d'une menace est un vecteur fort capable de faire basculer dans l'extrême ; croyant vivre une situation exceptionnelle, des personnes normales trouvent normal d'avoir un comportement exceptionnel[34].

- Rony Brauman et Eyal Sivan ont réalisé un film à partir des images d'archives du procès d'Eichmann (Un spécialiste), et un livre (Éloge de la désobéissance), prolongeant leur réflexion sur la soumission à l'autorité comme instrument de barbarie dans les conflits contemporains.

## Filmographie
- Hannah Arendt, réalisé par Margarether von Trotta (2012). Pour une description de ce film, voir Hannah Arendt (film).
- Un spécialiste, réalisé par Rony Brauman et Eyal Sivan (1999) à partir des images de Leo Hurwitz, coproduit par Momento !, Bremer Institut Film-Fernshen, Image Création, Amythos Film & TV Production, Lotus Film, France 2 Cinéma, Westdeutscher Rundfunk, RTBF et Noga Communications. 2 h 03 min.
- Le film The Reader réalisé par Stephen Daldry traite officieusement de la responsabilité de chacun dans l'extermination des Juifs d'Europe. La protagoniste principale, une gardienne de camp de la mort dénommée Hannah Schimdt, représente une vision analytique, une personnalisation du concept de la banalité du mal.